# Платт, Николас
Николас Платт (англ. Nicholas Platt; 10 марта 1936, Нью-Йорк) — американский дипломат, посол США в Замбии, Филиппинах и Пакистане.

## Биография
Родился в 1936 году в Нью-Йорке, в семье Хелен Чоат и Джеффри Платта. По материнской линии он был правнуком посла США в Великобритании Джозефа Чоата.
Начинал карьеру в качестве научного сотрудника в Вашингтонском центре внешнеполитических исследований. На дипломатическую службу поступил в 1959 году. С 1959 по 1961 год — вице-консул в Уинсоре (Онтарио), Канада. С 1962 по 1963 год изучал китайский язык в Институте дипломатической службы в тайваньском Тайчжуне. В 1964 году он был назначен сотрудником по политическим вопросам в Генеральном консульстве США в Гонконге до 1968 года, когда стал сотрудником по Китаю в Бюро по делам Восточной Азии и Тихого океана.
С 1969 по 1971 год Платт был начальником отдела азиатских коммунистических регионов Бюро разведки и исследований. В 1971—1973 годах был заместителем директора, а затем директором аппарата секретариата Государственного департамента. Будучи молодым дипломатом, Платт сопровождал президента Ричарда Никсона в исторической поездке в Пекин в 1972 году, которая ознаменовала возобновление отношений между США и Китаем.
Платт был назначен начальником политического отдела Бюро связи США в Пекине в 1973–1974 годах, а затем заместителем начальника политического отдела посольства в Токио в 1974—1977 годах. Он вернулся в Вашингтон, чтобы работать директором по делам Японии в 1977 году, а затем работал сотрудником Совета национальной безопасности в Белом доме с 1978 по 1980 год. С 1980 по 1981 год был заместителем помощника министра обороны по вопросам международной безопасности. С 1981 по 1982 год он вернулся в Государственный департамент в качестве заместителя помощника госсекретаря по делам международных организаций.
22 июля 1982 года президент Рейган назначил Платта послом США в Замбии. Эту должность он занимал до декабря 1984 года, после чего стал специальным помощником государственного секретаря и исполнительным секретарём Госдепартамента США. В дальнейшем он был послом США на Филиппинах с 1987 по 1991 год и послом США в Пакистане с 1991 по 1992 год.

## Личная жизнь
В 1957 году женился на Шейле Мейнард, внучке банкира Уолтера Мейнарда и правнучке англичанина Джеймса Роша, 3-го барона Фермой. У них родилось три сына:
- Адам Платт — ресторанный критик в «New York Magazine».
- Оливер Платт — актёр.
- Николас Платт-младший.